# Silvia Abascal
Silvia Abascal Estrada (Madrid, 20 de marzo de 1979) es una actriz española de cine, teatro y televisión nominada hasta en tres ocasiones distintas en los Premios Goya.

## Biografía y trayectoria
Dos sucesos han marcado su vida desde muy joven: la muerte de su padre por cáncer cuando tenía 12 años y el ictus que sufrió en 2011 con solo 32 años.
Su hermana mayor, Natalia, también actriz y con quien ha compartido reparto, tiene Síndrome de Down y es para Silvia un gran tesoro.
Comenzó a estudiar interpretación a los dieciocho años con Juan Carlos Corazza compaginándolo con estudios de baile español y ballet clásico así como con numerosos cursos relacionados con la interpretación. Su primera oportunidad llega en 1993 de la mano de Chicho Ibáñez Serrador en el popular Un, dos, tres... responda otra vez, donde interpretó el personaje de la niña poseída Mari Luz Bachs, sobrina en la ficción del presentador del programa, Josep Maria Bachs.
El espaldarazo a su carrera como actriz, y máxima popularidad, le llegó con el personaje de Clara en Pepa y Pepe en 1994. Luego participó en El tiempo de la felicidad y después en la serie Don Juan, con el papel de Doña Inés, y Hostal Royal Manzanares al lado de Lina Morgan. Fue la hija de Tito Valverde en la serie El comisario de Telecinco al igual que lo fuera también en Pepa y Pepe. También repetiría como hermana de María Adánez en unos pocos episodios de Aquí no hay quien viva.
Colabora con numerosas causas solidarias y ONGD como por ejemplo Unicef (en 2003 fue embajadora de Unicef-Comité español), la violencia de género, Palestina, el Sáhara, el cáncer o el síndrome de Down..
El 2 de abril de 2011, horas antes del inicio de la gala de clausura del Festival de Málaga, sufrió un aneurisma cerebral del que tuvo que ser intervenida de urgencia, para recuperarse favorablemente después. Reapareció públicamente la noche del 19 de febrero de 2012 en la entrega de la XXVI edición de los Premios Goya.
En su libro Todo un viaje, publicado en junio de 2013, la actriz narra en primera persona sus vivencias a consecuencia del infarto cerebral y las vicisitudes de su recuperación.
En julio de 2015 participó en el videoclip del sencillo de Alejandro Sanz A que no me dejas.

## Filmografía

### Cine
| Año  | Título                                       | Personaje       |
| ---- | -------------------------------------------- | --------------- |
| 1997 | El tiempo de la felicidad                    | Verónica        |
| 1999 | Endora (cortometraje)                        | Estrella        |
| 2000 | La fuente amarilla                           | Lola            |
| 2000 | La cartera (cortometraje)                    | Sílvia          |
| 2001 | La voz de su amo                             | Marta           |
| 2002 | A mi madre le gustan las mujeres             | Sol             |
| 2002 | Al empezar la semana                         |                 |
| 2004 | Canciones de invierno                        | Elena           |
| 2004 | El Lobo                                      | Begoña          |
| 2004 | Demasiado Amor                               | Nelly           |
| 2004 | La señorita Zuenig                           | Señorita Zuenig |
| 2005 | Vida y color                                 | Bego            |
| 2006 | Yo                                           |                 |
| 2006 | La dama boba                                 | Finea           |
| 2007 | Escuchando a Gabriel                         | Sara            |
| 2008 | Enloquecidas                                 | Blanca          |
| 2008 | El amor se mueve                             | Irene           |
| 2010 | La herencia Valdemar                         | Luisa Llorente  |
| 2010 | La herencia Valdemar II: La sombra prohibida | Luisa Llorente  |
| 2015 | Pasaje de vida                               | Ariadna         |
| 2015 | Francisco: El Padre Jorge                    | Ana             |
| 2015 | Ma ma                                        | Enfermera       |
| 2015 | Truman                                       | Mónica          |
| 2016 | Los comensales                               | Sílvia          |

### Series de televisión
| Año         | Serie                                | Personaje              |
| ----------- | ------------------------------------ | ---------------------- |
| 1995        | Pepa y Pepe                          | Clara                  |
| 1996        | Turno de oficio                      | Sonia Velasco          |
| 1997        | Hostal Royal Manzanares              | Sole                   |
| 1999 - 2000 | El Comisario                         | Sonia Castilla         |
| 2001; 2006  | Estudio 1                            | Ania/Gabriele          |
| 2002        | Viento del pueblo (Miguel Hernández) | Josefina Manresa       |
| 2003        | Una nueva vida                       | Beatriz                |
| 2003        | Aquí no hay quien viva               | Clara Álvarez          |
| 2006        | Vientos de agua                      | Henar                  |
| 2008        | Futuro: 48 horas                     | Mari Mar Blanco        |
| 2009        | Acusados                             | Laura Nieto            |
| 2011        | Piratas                              | Blanca Díaz de Andrade |
| 2018        | La catedral del mar                  | Elionor                |
| 2021        | Cuéntame cómo pasó                   | María Alcántara        |
| 2021        | La cocinera de Castamar              | Isabel Farnesio        |
| 2022        | ¡Garciaǃ                             | Catalina Bellido       |
| 2023        | Montecristo                          | Mercedes Herrera       |

### Programas de televisión
| Año         | Programa                           | Función        |
| ----------- | ---------------------------------- | -------------- |
| 1993 - 1994 | Un, dos, tres... responda otra vez | Mari Luz Bachs |

## Teatro
- Romeo y Julieta (1999)
- La gaviota (2002)
- Historia de una vida (2005)
- Siglo XX... que estás en los cielos (2006)
- Gatas (2008)
- Días de vino y rosas (2009-2010)
- Alma y cuerpo (2016)
- La cocina (2016)
- Las amazonas (2018)
- Ecos (2019)

## Obra escrita
- Todo un viaje, editorial Temas de hoy, 3 de junio de 2013, ISBN 978-8499983042.

## Premios y candidaturas
Premios Goya
| Año  | Categoría                                  | Película           | Resultado |
| ---- | ------------------------------------------ | ------------------ | --------- |
| 1999 | Mejor actriz revelación                    | La fuente amarilla | Candidata |
| 2004 | Mejor interpretación femenina de reparto   | El Lobo            | Candidata |
| 2006 | Mejor interpretación femenina protagonista | La dama boba       | Candidata |

Festival de Málaga
| Año  | Categoría                          | Película     | Resultado |
| ---- | ---------------------------------- | ------------ | --------- |
| 2006 | Biznaga de Plata a la Mejor Actriz | La dama boba | Ganadora  |

Festival Internacional de Cine de Huesca
| Año  | Premio                  | Resultado |
| ---- | ----------------------- | --------- |
| 2015 | Premio Ciudad de Huesca | Ganadora  |

Unión de Actores
- 2004: Candidatura al premio de mejor actriz secundaria de cine por El Lobo.
- 2005: Nominación a mejor actriz de teatro por Historia de una vida.

Premio Ercilla de Teatro
- 2008: Nominación a la mejor intérprete femenina, por Gatas.

- Embajadora de Unicef, Comité Español[9]

## Vida privada
El 11 de enero de 2018 nace su primera hija junto a su pareja, Xabier Murúa. La pequeña recibió el nombre de Leona. Ese mismo año se ve envuelta en una polémica cuando Instagram elimina de su cuenta una instantánea de la representación de la obra "Las amazonas", -dirigida por Magüi Mira y basada en la “Pentesilea“, de Heinrich von Kleist-, en el Festival Internacional de Teatro Clásico de Mérida alegando que aparecían con un pecho descubierto.